# PWS-2
PWS-2 – projekt polskiego dwumiejscowego samolotu szkolno-treningowego w układzie dolnopłatu z II połowy lat 20. XX wieku konstrukcji inż. Zbysława Ciołkosza z Podlaskiej Wytwórni Samolotów w Białej Podlaskiej. W 1926 roku projekt samolotu zajął trzecie, ostatnie miejsce w konkursie Instytutu Badań Technicznych Lotnictwa na samolot szkolny i nie został przyjęty do realizacji.

## Historia
1 października 1924 roku Instytut Techniczny Badań Lotnictwa (ITBL) w Warszawie ogłosił konkurs na projekty samolotów szkolnych, zarówno przeznaczonych do szkolenia podstawowego (typu I), jak i do szkolenia zaawansowanego (typu II, które miały być używane jako przejściowe przed lotami na samolotach szkolno-bojowych). Wobec tego, że do konkursowego jury nie wpłynęły żadne projekty samolotów typu II, 18 czerwca 1926 roku ITBL ogłosił drugi konkurs na szkolny „płatowiec transformacyjny”, mogący wykonywać pełną akrobację. Wymagania konkursowe narzucały napęd samolotów w postaci silników z zapasów rządowych, pochodzących z nadwyżek wojennych: Austro-Daimler o mocy 166 kW (225 KM), SPA-6A o mocy 162 kW (220 KM) oraz Hispano-Suiza o mocy 220 kW (300 KM). 
W odpowiedzi na wymagania konkursu w 1926 roku w Podlaskiej Wytwórni Samolotów w Białej Podlaskiej inż. Zbysław Ciołkosz stworzył projekt samolotu szkolnego oznaczony PWS-2. Płatowiec miał być zastrzałowym dolnopłatem z miejscami dla dwóch osób w układzie tandem, o konstrukcji całkowicie drewnianej krytej sklejką i płótnem, z dzielonym podwoziem głównym z osłoniętymi owiewkami kołami.
Wyniki konkursu ogłoszono 18 grudnia tego samego roku: pierwsze miejsce zajął projekt autorstwa Ryszarda Bartla, Bartel BM-3, drugie ST-4 (także pochodzący z wytwórni WWS Samolot), a trzecie i ostatnie PWS-2. W ocenie jury projekt PWS-2 otrzymał najwyższe oceny jedynie w kategoriach wytrzymałości konstrukcji, prędkości maksymalnej oraz prędkości wznoszenia, we wszystkich pozostałych otrzymując najgorsze noty. W ocenie ogólnej PWS-2 uznano za nienadający się do celów wojskowych, obarczony poważnymi błędami konstrukcyjnymi. Ostatecznie projekt nie został przyjęty do realizacji i odesłano go do wytwórni.

## Opis konstrukcji i dane techniczne
PWS-2 miał być jednosilnikowym, dwumiejscowym dolnopłatem treningowym o konstrukcji drewnianej. Prędkość maksymalna miała wynieść 201 km/h, a prędkość minimalna (lądowania) 78,6 km/h. Prędkość wznoszenia miała wynosić 5,77 m/s.